# Justine
A Justine egy 1969-ben készült amerikai filmdráma George Cukor és Joseph Strick rendezésében.  Lawrence B. Marcus és Andrew Sarris írták. A film Lawrence Durell 1957-es  Justine című regényén alapul, ami a The Alexandria Quartet  sorozat egyik kötete volt.

## Cselekmény
A film 1938-ban, Alexandriában játszódik. Egy fiatal brit tanár, Darley megismerkedik Pursewarden-nel, egy brit tisztviselővel. Pursewarden bemutatja őt Justine-nak, egy egyiptomi bankár feleségének. Darley barátságot köt vele, és felfedezi, hogy egy britek elleni összeesküvés része: a cél az, hogy fegyvereket adjanak a Palesztinában élő zsidóknak.

## Szereplők
- Anouk Aimée: Justine
- Dirk Bogarde: Pursewarden
- Michael York: Darley
- Robert Forster: Narouz
- Anna Karina: Melissa
- Philippe Noiret: Pombal
- John Vernon: Nessim
- Jack Albertson: Cohen
- Cliff Gorman: 'Toto'
- George Baker: Mountolive
- Elaine Church: Liza
- Michael Constantine: Memlik Pasha
- Marcel Dalio: a francia konzulátus tábornoka
- Michael Dunn: Mnemjian
- Barry Morse: Maskelyne
- Danielle Roter: Drusilla

## Fogadtatás
1970 szeptemberében a stúdió bejelentette, hogy 6.602.000 dollárt vesztett a filmmel. A film összességében negatív kritikákat szerzett: az IMDb oldalán 5.6 pontot szerzett a tízből, míg a Rotten Tomatoes oldalán 36%-ot szerzett.